# Mas Sastre (Torroella de Fluvià)
El Mas Sastre és una masia de grans dimensions i d'estructura complexa situada al centre del municipi de Torroella de Fluvià (Alt Empordà) que forma part de l'Inventari del Patrimoni Arquitectònic de Catalunya.

## Descripció
És un edifici de planta baixa i pis, amb coberta a dues vessants, que té el carener paral·lel a la línia de façana principal. Aquesta façana presenta una gran porta d'accés d'arc de mig punt, amb dovelles de pedra, i diverses obertures rectangulars amb marcs de pedra, algunes d'elles tapiades. És remarcable la finestra situada damunt la porta, amb emmarcament motllurat, guardapols i ampit. La façana lateral dreta té com a element més remarcable la porta d'accés d'arc escarser, amb una inscripció i la data del 1605.

## Història
El Mas Sastre és un edifici que té el seu origen en el segle xvi i que posteriorment ha experimentat diverses modificacions i ampliacions en funció de les necessitats derivades de l'ús agrícola. A diverses obertures de les seves façanes apareixen inscripcions relatives als segles xvi i xvii.